# エラ・クーン
エラ･クーン（官恩娜、Ella Koon、1979年7月9日 -）は、香港の女性歌手・女優である。出身地はフランス領ポリネシアタヒチ島。

## 人物･経歴
- 学生時代をイギリスで過ごし、高校卒業と共に香港へ帰った。彼女の祖先が、広東省宝安県（現：香港、深圳一帯）出身のため、故郷に戻ったといわれている。
- 2000年よりモデルとして活動開始。映画『I Do 恋性世代』にも出演する。
- 2004年より歌手デビュー。その後ほぼ一年に一回のペースでアルバムを出している。
- 2006年、TVBのバラエティー番組「美女厨房」にて「地獄厨神」の称号を与えられる。

## ディスコグラフィー
- Original（2004年）
- Ellacadabra（2005年）
- 失常（2006年）
- Stages（2008年）
- Being（2010年）
- Take A Shine To...（2011年）

## 主な出演作品

### テレビドラマ
- 赤沙印記@四葉草.2（2004年、TVB）- 医者 役
- 酒店風雲（2005年、TVB）- 李開心 役
- 奇幻潮之紋身（2005年、TVB）- Gigi 役
- 医学神探（2005年、RTHK） - 阿雪 役
- 愛·火花（2005年、RTHK）- 小方 役
- 律政新人王II（2008年、TVB）-孫俐俐 役
- 盛装舞歩愛作戦（2008年、TVB]）- レジ店員 役
- 我是香港人（2008年、RTHK）- 葉港安 役

### ミュージックビデオ
- Double. R - 喊湿枕頭（2004年）
- 關智斌 - 分手不要太悲哀（2005年）

### 映画
- I Do 恋性世代（2000年）
- 神経侠侶（2004年）
- 甜絲絲（2004年）
- 地老天荒（2004年）
- 千杯不酔（2005年）（中国映画祭2007時、日本でのDVDタイトルは『僕の最後の恋人』）
- 最愛女人購物狂（2005年）
- 至尊無頼（2006年）
- アイス・エイジ2（中国語吹き替え版、声優）（2006年）
- 龍虎門（声優）（2006年）
- チャーリーとチョコレート工場（中国語吹き替え版、声優）（2006年）
- アーサーとミニモイの不思議な国（中国語吹き替え版、声優）（2007年）
- 綁架（2007年）
- 花花型警（2008年）
- 同門（2008年）
- 星夢奇縁（2008年）
- 遊龍戯鳳（2009年）
- 同門（2009年）

### テレビ映画
- 泥巴色的純白（台湾）（2007年）

### 舞台
- 紅楼夢（2007年）

## 司会
- TVB
  - 和味無窮（2006年）
- TeenPower（香港ラジオテレビの青少年向けのネットラジオ局）
  - 千嬌百媚（2004年&2005年）（区文詩、唐詩詠と共に）
- Roadshow（香港のバスやバス停などに設置されたテレビから流れる広告性の特別番組）
  - 最熱鈴声下載（2004年-2005年）